# Grastrup-Hölsen
Grastrup-Hölsen ist Ortsteil der nordrhein-westfälischen Stadt Bad Salzuflen im Kreis Lippe in Deutschland.

## Geographie

### Lage
Der Ortsteil liegt rund viereinhalb Kilometer südöstlich der Salzufler Innenstadt, zwischen den anderen Ortsteilen Retzen im Osten, Holzhausen im Südwesten und Ehrsen im Nordwesten. Im Nordosten liegt der Hünderser Berg.

### Gliederung
Zu Grastrup-Hölsen gehören die Dörfer Grastrup (⊙), Hölsen (⊙) und Hölserheide (⊙), die Weiler Hölsersundern (⊙), Hünderserberg (⊙), Quentsiek (⊙), Sassenholz (⊙) Stallhaus (⊙) und Uekermann an der Bega (⊙) sowie der „Lehhof“ (⊙) und das „Gut Hündersen“ (⊙)

### Gewässer
Durch Grastrup-Hölsen fließt die von Barntrup über Lemgo kommende Bega, die südlich von Salzuflen in die Werre mündet. Sie nimmt hier den von Norden zufließenden Rhienbach und Sudbach auf. Die Bega im Bereich Grastrup-Hölsen ist Teil des Landschaftsschutzgebietes Beganiederung.

## Geschichte
Ein 13 Zentimeter langes Steinbeil und eine aus Feuerstein gefertigte, etwa zehn Zentimeter lange Spitzklinge mit Kantenretusche sind Zeugen einer Besiedlung schon während der Jungsteinzeit im Gebiet des heutigen Bad Salzufler Ortsteils Grastrup-Hölsen.

Bis zur Eingemeindung nach Bad Salzuflen am 1. Januar 1969 war Grastrup-Hölsen eine selbstständige Gemeinde im Kreis Lemgo.

### Namen
Hölsen wird 1088 als Huteleshusen und Hittelhusen erstmals schriftlich erwähnt. Weitere belegte Namen sind Hudelshusen, Hydelshusen und Hidelshuisen (1223), Hodeleshusen (1252), Hodelsen (1354, im Detmolder Standesamt), Hoedelzen (!379), Holdessenn (1403), Hodelsen (1411), Hoddelsen (1492), Holßenn (1590, im Landschatzregister), Höelsen (1615, im Salbuch  ; 1758), Hoelsen (1618, im Landschatzregister) und Höelßen (1646).
Die älteste schriftliche Erwähnung von Grastrup als Gravestorp stammt von 1316. Weitere belegte Namen sind Grasvestorpe (1334; 1502), Grauestorpe (1363), Grawestorpe (1488, im Landschatzregister), Grastroppe (1535), Grastrup (1545, im Landschatzregister), Grastrupf (1584, im Lemgoer Bürgerbuch), Grawesdorff (1613, im Lemgoer Bürgerbuch), Grasdorf (1615, im Salbuch), Graßtrup (1617) sowie Grastorf im Jahr 1806.

### Einwohnerentwicklung
| Jahr      | 1807 | 1835 | 1848 | 1855 | 1860 | 1867 | 1871 | 1885 | 1895 | 1905 | 1910 | 1939 | 1961 | 1968 | 1991 | 2006 | 2012 | 2016 |
| Einwohner | 466  | 598  | 748  | 744  | 748  | 770  | 709  | 714  | 698  | 690  | 618  | 661  | 997  | 1019 | 856  | 1019 | 789  | 792  |

## Kultur und Sehenswürdigkeiten

### Religion
Der Ortsteil ist überwiegend evangelisch-reformiert und gehört zu den Kirchengemeinden Sylbach und Retzen. Die Katholiken des Ortsteils gehören zur Gemeinde St. Kilian in Schötmar.

### Baudenkmäler

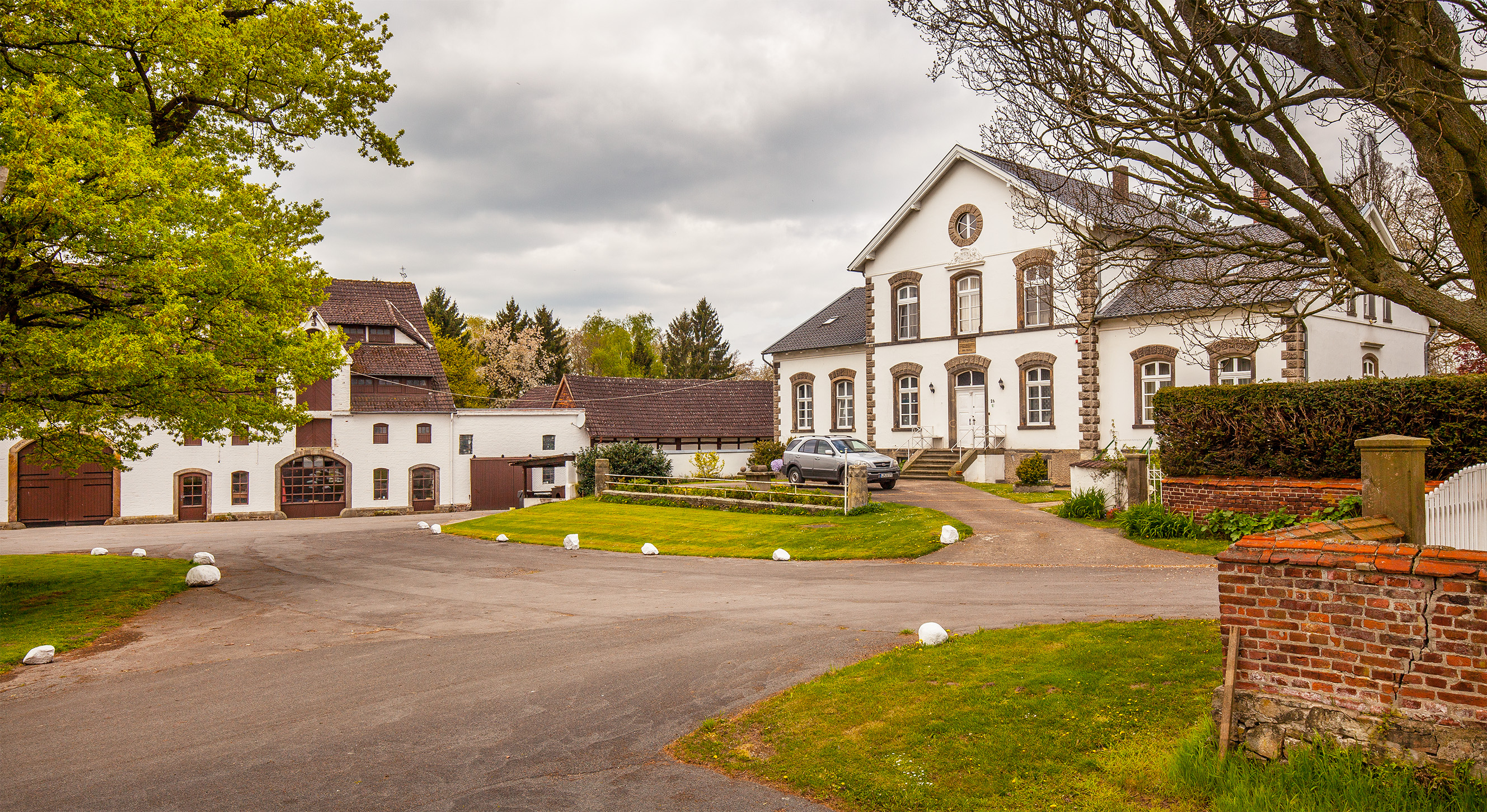
Gut Hündersen

Folgende Bauwerke in Grastrup-Hölsen sind in der Denkmalliste der Stadt Bad Salzuflen eingetragen; Grundlage für die Aufnahme war das Denkmalschutzgesetz Nordrhein-Westfalen (DSchG NRW):
- Schmiede, Liemer Straße 3 (Denkmalnummer: 25 / Aufnahme: 1987)
- Haus, Lemgoer Straße 94 (70 / 1988)
- Haus, Lemgoer Straße 97 a (116 / 1991)
- Haus, Lemgoer Straße 90 a (196 / 1994)
- Hofanlage Gut Hündersen, Liemer Straße 26 – 26 c (197 / 1993)
- Hofanlage Meyer zu Hölsen, Sylbacher Straße 340 (199 / 1997)

## Persönlichkeiten
- Albrecht Tasche (1872–1951), in Grastrup geboren; deutscher Jurist und Landrat